# Hans Qvist (tegner)
 Der er flere personer med dette navn, se Hans Qvist.
Hans Qvist (født 22. december 1922 i Faaborg, død 14. november 1983) var en dansk vittighedstegner. Han var født og opvokset i Fåborg. Efter studentereksamen fra Nyborg Gymnasium flyttede han til København for at begynde på jurastudiet. Han kom dog aldrig rigtigt i gang, og efter en kort tid med kontorarbejde blev han efter to år reklametegner ved Akademiet for fri og merkantil kunst.
I midten af 1950'erne blev Hans Qvist ansat som vittighedstegner på Franz Füchsels tegnestue. Først på deltid, men snart indgik de to et tæt samarbejde. I 1958 slog de sig sammen med kollegaen Flemming Holbek. De tre lavede den ugentlige spalte "Lige et øjeblik" i Ekstra Bladet. De holdt sammen i omkring ti år, hvor Füchsel flyttede til Fåborg. De to andre forsatte samarbejdet til Holbeks død i 1972. Derefter indrettede Qvist tegnestue på sin privatadresse.
Han døde i 1983, men hans vittigheder lever stadig optrykt i dag- og ugeblade. Mest kendt er hans stripserie "Skrækkelige Olfert", som debuterede i ugebladet Hjemmet den 7. januar 1958. Serien fortsatte til Qvists død med en lille pause i 1972-1973.
Hans Qvist var far til den tidligere fodboldlandsholdsmålmand Ole Qvist.
Begravet på Hellerup Kirkegård.